# Knack Point
Der Knack Point ist eine Landspitze im westantarktischen Marie-Byrd-Land. Sie bildet das Ende eines abgeflachten Grats, der seinerseits das nördliche Ende der Long Hills in den Horlick Mountains markiert.
Der United States Geological Survey kartierte sie anhand eigener Vermessungen und Luftaufnahmen der United States Navy aus den Jahren von 1958 bis 1960. Das Advisory Committee on Antarctic Names benannte sie Nach Joseph Val Knack (1932–2010), Meteorologe auf der Byrd-Station im Jahr 1958.